# Julio Graffigna
Julio Ricardo Graffigna (ur. 9 lipca 1931 w Buenos Aires, zm. 4 kwietnia 2015) – argentyński zapaśnik walczący w obu stylach. Trzykrotny olimpijczyk. W Rzymie 1960 zajął siedemnaste miejsce w stylu klasycznym, w wadze do 87 kg i piętnaste w stylu wolnym, w do kategorii 79 kg. W Tokio 1964 ukończył zawody na siedemnastym miejscu w stylu klasycznym, w kategorii do 87 kg i jedenastym w wolnym, w wadze do 78 kg. Podczas igrzysk w Meksyku 1968 zajął piętnastą lokatę w stylu klasycznym i dziesiątą w wolnym, w wadze do 87 kg.
Srebrny medalista igrzysk panamerykańskich w 1959, 1963 i 1967; czwarty w 1971 roku.

## Letnie Igrzyska Olimpijskie 1960
| Konkurencja          | Rundy eliminacyjne  | Klas. końcowa |
| Konkurencja          | Przeciwnik I        | Miejsce       |
| -------------------- | ------------------- | ------------- |
| 87 kg styl klasyczny | José Panizo (ESP) P | 17.           |

| Konkurencja      | Rundy eliminacyjne   | Rundy eliminacyjne  | Klas. końcowa |
| Konkurencja      | Przeciwnik I         | Przeciwnik II       | Miejsce       |
| ---------------- | -------------------- | ------------------- | ------------- |
| 79 kg styl wolny | Hasan Güngör (TUR) P | Fred Thomas (NZL) P | 15.           |

## Letnie Igrzyska Olimpijskie 1964
| Konkurencja          | Rundy eliminacyjne     | Rundy eliminacyjne      | Klas. końcowa |
| Konkurencja          | Przeciwnik I           | Przeciwnik II           | Miejsce       |
| -------------------- | ---------------------- | ----------------------- | ------------- |
| 87 kg styl klasyczny | Pentti Punkari (FIN) P | Branislav Simić (YUG) P | 17.           |

| Konkurencja      | Rundy eliminacyjne  | Rundy eliminacyjne | Rundy eliminacyjne  | Klas. końcowa |
| Konkurencja      | Przeciwnik I        | Przeciwnik II      | Przeciwnik III      | Miejsce       |
| ---------------- | ------------------- | ------------------ | ------------------- | ------------- |
| 78 kg styl wolny | Madho Singh (IND) P | Len Allen (GBR) Z  | İsmail Ogan (TUR) P | 11.           |

## Letnie Igrzyska Olimpijskie 1968
| Konkurencja          | Rundy eliminacyjne      | Rundy eliminacyjne         | Klas. końcowa |
| Konkurencja          | Przeciwnik I            | Przeciwnik II              | Miejsce       |
| -------------------- | ----------------------- | -------------------------- | ------------- |
| 87 kg styl klasyczny | Walentin Olenik (SUN) P | Czesław Kwieciński (POL) P | 15.           |

| Konkurencja      | Rundy eliminacyjne      | Rundy eliminacyjne  | Rundy eliminacyjne     | Klas. końcowa |
| Konkurencja      | Przeciwnik I            | Przeciwnik II       | Przeciwnik III         | Miejsce       |
| ---------------- | ----------------------- | ------------------- | ---------------------- | ------------- |
| 87 kg styl wolny | Ghulam Dastagir (AFG) Z | Tom Peckham (USA) P | Hüseyin Gürsoy (TUR) P | 10.           |